# 德利城足球俱乐部
德里城足球俱乐部（英語：Derry City Football Club，kʊmən̪ˠ pɛlʲə xahəɾʲ ɣɛɾʲə）是位於英國北愛爾蘭第二大城市德里的足球會，於2009年在愛爾蘭共和國的FAI愛爾蘭足球聯賽（FAI League of Ireland）中頂級的FAI愛爾蘭超級聯賽（FAI Premier Division）參賽取得第四位後，因違規而被取消參賽資格，退出前是唯一來自北愛爾蘭的成員。
德利城以白兰蒂威尔球场（The Brandywell）作為主場球場，球隊穿著紅白直條球衣，而球隊的綽號「糖果間條」（the Candystripes）亦源於此，亦被稱為「紅白軍」（the Red and White Army ）或簡稱隊名為「德利」（Derry）或「城」（City）。
成立於1928年，德利城最初參加北愛爾蘭本土的愛爾蘭足球聯賽（Irish Football League），於1964/65年球季更贏得聯賽冠軍。1971年保安當局機於北愛暴力衝突而禁止在白兰蒂威尔球场舉行比賽，球隊需要前往30英哩外的科爾雷恩（Coleraine）進行「主場」比賽。翌年保安當局徹消對白兰蒂威尔球场的禁令，但聯賽其他球隊堅拒前來作賽，失卻主場的德利城惟有退出聯賽。
經歷13年只能在本地初級聯賽參加週末早晨比賽，德利城轉投愛爾蘭的愛爾蘭足球聯賽（Football League of Ireland），於1985/86年球季加入新組成的甲組聯賽，翌年獲得甲組聯賽冠軍而升級上超級聯賽，自此一直逗留在頂級聯賽的行列。1988/89年球季德利城贏得本土三冠王，而於1996/97年再奪得超級聯賽冠軍。

## 球會歷史

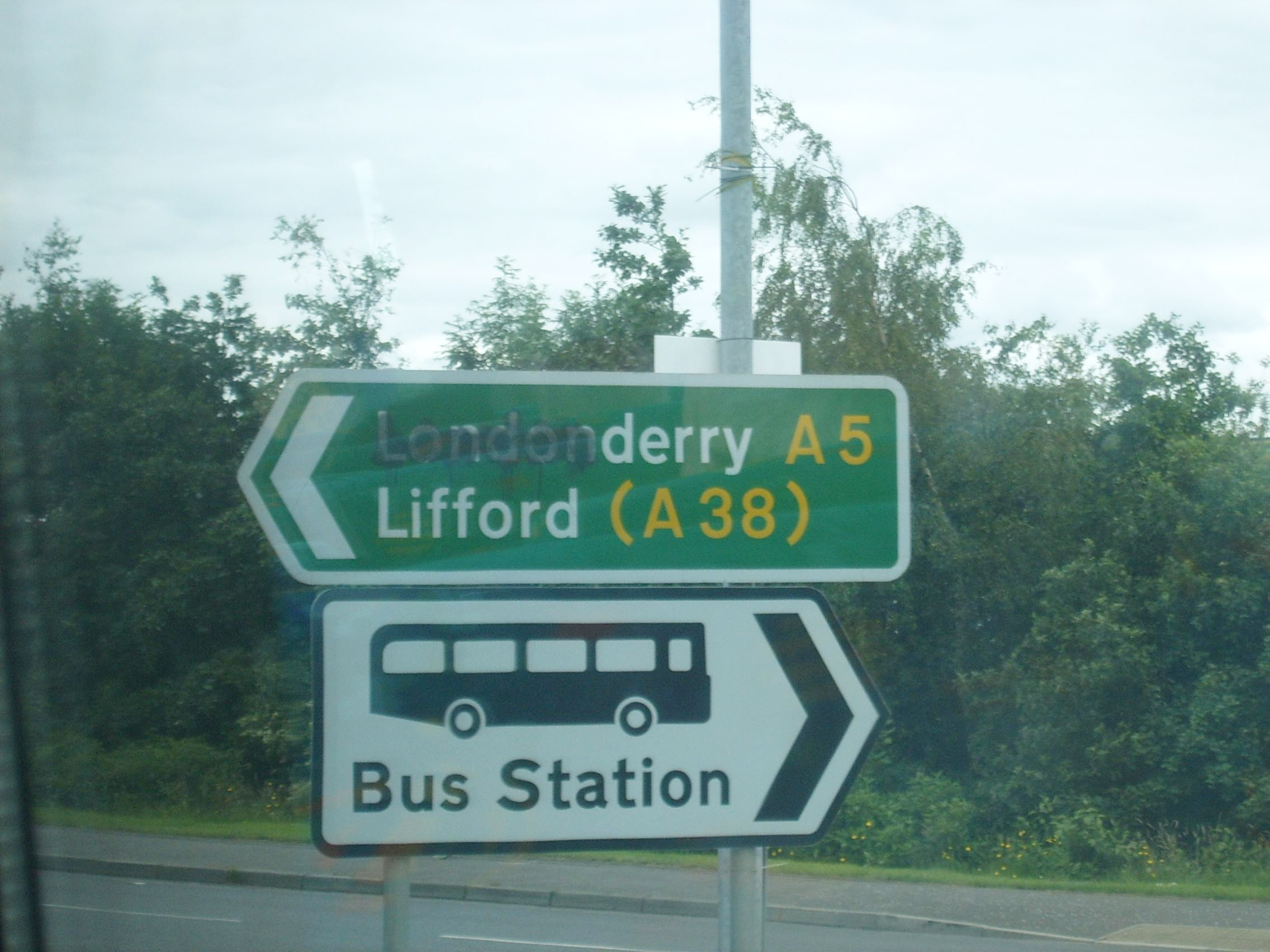
被塗掉「倫敦」，只餘「德里」的路牌

德利城成立於1928年，球隊決定不採用所在城市的官方名稱－倫敦德里－作為球隊名字，同時亦反對承接當地之前的最主要的球隊德利些路迪（Derry Celtic）的名字，以期可以吸納市內更多不同階層的球迷。德利城於1929年以職業球隊身份獲准加入愛爾蘭足球聯賽（Irish League），並獲德里市政府（Londonderry Corporation）准許使用市立的白兰蒂威尔球场（Brandywell Stadium）。德利城獲得首項重要的榮譽是於1935年贏取城市盃（City Cup），他們於1937年再贏多一次，但在1949年前再沒有奪得任何主要錦標，當年德利城擊敗格倫杜蘭（Glentoran）贏得首次愛爾蘭盃（Irish Cup）冠軍。德利城於1954年再次擊敗格倫杜蘭贏得第二次愛爾蘭盃，自1961年德利城因職業球員取消薪金上限而轉為業餘球隊，但德利城再於1964年第三次獲得愛爾蘭盃冠軍，同年亦奪得北愛爾蘭金盃（Gold Cup）。德利城因而獲機首次踏足歐洲賽場，參賽1964/65年歐洲盃賽冠軍盃，兩回合累計以0-5負於布加勒斯特星隊（Steaua Bucharest）。
德利城贏得1964/65年愛爾蘭足球聯賽冠軍，翌年出戰歐洲冠軍球會盃（European Cup），初賽圈兩回合累計8-6（3-5、5-1）淘汰利恩（FK Lyn），成為首支取得在歐洲賽場兩回合累計勝仗的愛爾蘭聯賽球隊；晉級第一圈的德利城對（Anderlecht），首回合作客慘敗0-9，次回合原本輪值返回德利城的主場作賽，但北愛爾蘭足球協會（IFA）突然宣稱白兰蒂威尔球场不合規格而取消比賽，德利城遂以首回合的比數被淘汰，事實上在初賽圈這球場已曾用作比賽場地。德利城懷疑這件事背後有教派意識動機，由於他們位於一個民族主義為主的城市，大部份支持者為天主教徒；而「IFA」則位於貝爾法斯特，是新教徒北愛爾蘭的文化中心，故此廣泛認為「IFA」希望由一隊傳統的联合主义球隊代表出賽，德利城與北愛爾蘭足球協會的關係迅速惡化。
在德利城歷史起首的40年，於比賽中並無重大的宗教派別衝突事件發生，但自從1969年的公民權運動由初時的反對北愛爾蘭政府發展到社區的暴力，引發長達30年的北爱尔兰暴力冲突。不管社會及政治的不安，德利城繼續表現出色，於1971年晉級愛爾蘭盃決賽，不幸以0-3不敵造酒廠（Distillery）而屈居亞軍。而圍繞白兰蒂威尔球场聚居的民族主義忠實支持者發動多宗嚴重暴力事故，導致無數联合主义者支持的球隊不情願到這球場比賽。皇家阿爾斯特警察（Royal Ulster Constabulary，簡稱RUC）裁決在這個區域進行比賽是不安全的，但當地並沒有可用的球場代替，德利城惟有到30英里外由联合主义者控制的科爾雷恩（Coleraine），在展覽場球場（Showgrounds）進行「主場」比賽。這情況一直由1971年9月維持到1972年10月，當德利城面對球迷縮減（大部分德利城球迷除政治因素外，亦不願意長途跋涉到科爾雷恩）及財務緊迫而正式申請返回白兰蒂威尔球场，雖然治安當局最新的評估判定白兰蒂威尔球场並不比其他聯賽球場危險，並解除封場禁令，但北愛爾蘭社會越演越烈的教派衝突開始影響足球的敵對關係，德利城的申請在聯賽其他球隊的投票中因一票之差而未獲通過。
繼續沒有主場令到德利城無法維持，最終於1972年10月13日黑色星期五，因球隊的民族主义背景而被犧牲及排斥情結迫使退出聯賽。
德利城在被稱為「茫然歲月」（wilderness years）的13年間維持初級足球比賽，在當地的「週末早晨聯賽」（Saturday morning league）進行比賽，並尋求重返愛爾蘭足球聯賽，惟每次當德利城提名白兰蒂威尔球场作為主場球場，愛爾蘭足球聯賽當局即拒絕其申請。懷疑因宗教教派紛爭而被拒門外，德利城認定申請無望，決定轉移注意力到其他地方。

### 加入愛爾蘭聯賽
1985年德利城申請加入愛爾蘭轄下重組的愛爾蘭足球聯賽（Football League of Ireland），繼續以白兰蒂威尔球场（Brandywell）作為主場球場。這次遷移會籍需要獲得北愛爾蘭足球協會（Irish Football Association，簡稱IFA）及國際足球協會（FIFA）的特別許可，但最終德利城仍於1985年以半職業（semi-professionals）球隊的身份，順利獲准加入愛爾蘭足球聯賽新組成的甲組聯賽中角逐。由於白兰蒂威尔球场位於堅定的愛爾蘭共和主義者聚居的地區，一度稱為「自由德里」，當地社區傳統上對皇家阿爾斯特警察（RUC）抱著懷疑的態度。基於由「RUC」維持秩序，情況只會更壞，德利城獲得歐洲足球協會（UEFA）的特別批准，於球隊比賽期間可以自行管理球場的秩序。這項政策直到現在仍然繼續實行，並且運作良好，加上德利城參加愛爾蘭的聯賽，導致德利城成為一支愛爾蘭民族主義球隊的象徵，使球隊原來或潛在很多的新教徒球迷逐漸疏離。
德利城加入愛爾蘭足球聯賽體系後，於1985年9月8日於主場白兰蒂威尔球场首次迎戰來自都柏林的家鄉農場（Home Farm），作愛爾蘭足協聯賽盃的比賽，主隊3-1獲得勝利，德利城重返高級足球賽的首仗吸引大量觀眾。這季稍後時間，德利城轉為全職業後，兩回合累計6-1擊敗朗福鎮（Longford Town）奪得愛爾蘭甲組聯賽盾（League of Ireland First Division Shield）。翌年的1987年德利城更贏取甲組聯賽冠軍，可以升級到超級聯賽，自此一直逗留在頂級聯賽中角逐。德利城晉級1988年的愛爾蘭足協盃（FAI Cup）決賽，但以0-1不敵登克爾克（Dundalk）而屈居亞軍。1988/89年球季德利城因為財務困難而恢復半職業模式，但在吉姆·迈克劳林（Jim McLaughlin）帶領下成為本土三冠王：奪得超級聯賽、愛爾蘭足協聯賽盃及愛爾蘭足協盃冠軍。德利城獲得1989/90年歐洲冠軍球會盃的參賽資格，首圈碰上兩屆冠軍，兩回合累計1-6被淘汰出局。

### 近代的起落
自1989年後，德利城在1996/97年球季贏得超級聯賽冠軍；但期間三次屈居亞席。他們亦於1995年、2002年及2006年分別奪得愛爾蘭足協盃（FAI Cup）冠軍，而在1994年及1997年獲得亞軍；同時亦贏取六屆愛爾蘭足協聯賽盃（FAI League Cup）冠軍。
遺憾地德利城亦遭受財務問題的困擾，於2000年因為未能支付稅款而幾乎破產，得當地的名人及居民展開廣泛的籌款運動以挽救球隊免於消失。德利城並且舉辦矚目的友誼賽，對賽球隊包括、曼聯、及皇家馬德里，以籌集額外資金。這些行動使到德利城可以繼續運作，但困難仍然持續，2003年德利城在聯賽僅排第9位，需要與東北部本地敵對球隊，來自多尼戈爾（Donegal）的（Finn Harps）進行主客兩回合的留級/升級附加賽，以決定是否可以保留超級聯賽席位。首回合作客賽平0-0，次回合返回白兰蒂威尔球场，於加時後僅勝2-1，保留頂級聯賽席位，避免事情進一步惡化。

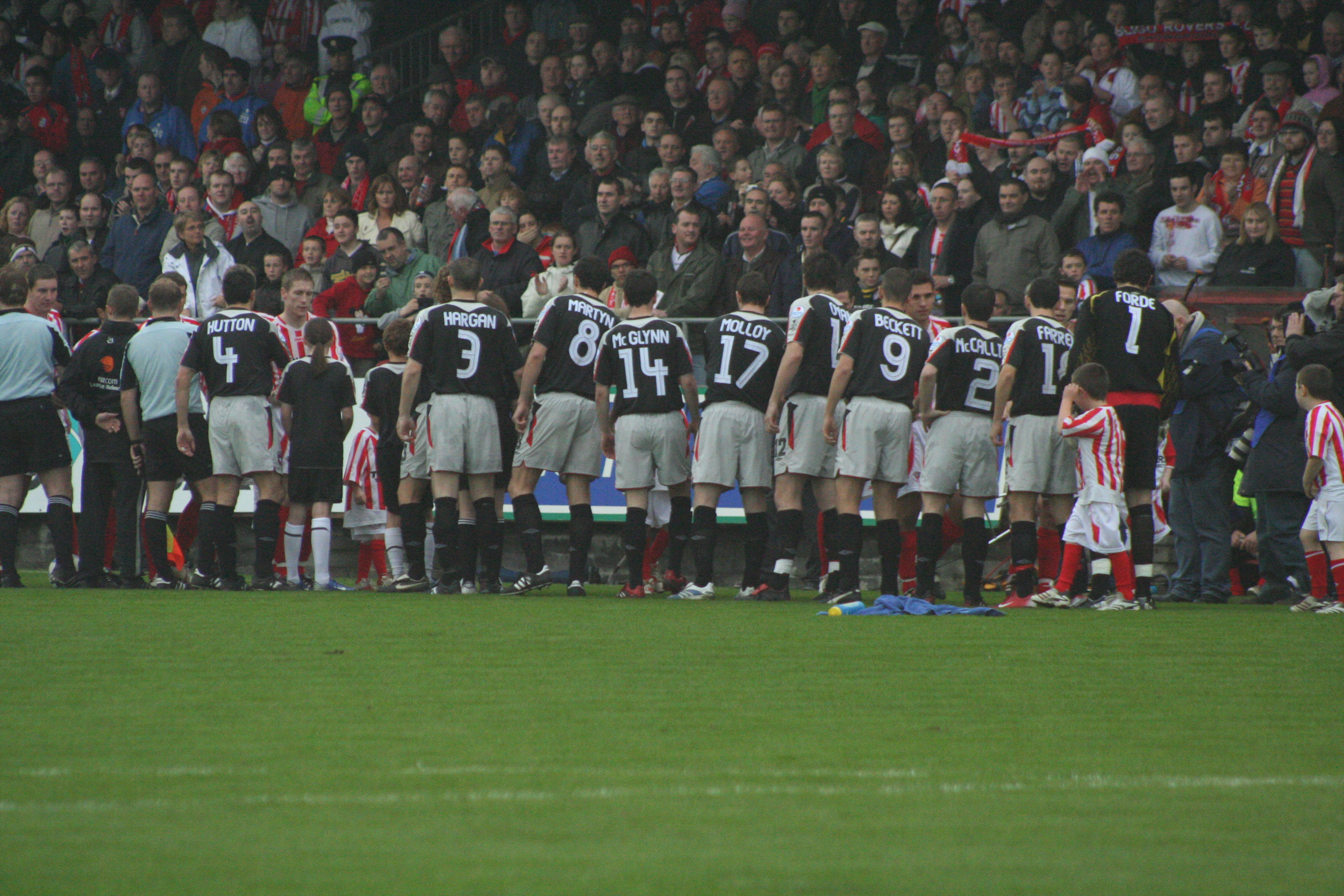
德利城隊員在2006年愛爾蘭足協盃準決賽對斯萊戈前列隊歡迎球迷

當德利城的財務回復正常後，於2004年成為首支愛爾蘭球隊獲歐洲足協頒發UEFA超級牌照（UEFA Premier Licence）。德利城回復職業球隊的身份，而其狀態亦繼續改善，於2005年奪得亞軍席位。由於德利城於同年獲得愛爾蘭足協聯賽盃冠軍，使其首次獲得參賽2006年跨界的塞坦塔盃（Setanta Cup）的資格。
德利城亦獲得2006/07年歐洲足協盃外圍賽的參賽資格，先在第一圈以累計2-0（1-0、1-0）淘汰哥登堡；再於第二圈以累計7-3（5-1、2-2）大破而獲晉級第一圈淘汰賽。德利城面對，首回合主場0-0力保不失，次回合作客巴黎0-2不敵而出局。
2006年德利城再次獲得超級聯賽亞軍，更奪得愛爾蘭足協盃及愛爾蘭足協聯賽盃兩項盃賽雙料冠軍。德利城再次獲得翌年塞坦塔盃的參賽資格，更因超級聯賽冠軍舒爾本（Shelbourne）未獲歐洲足協參賽牌照，德利城取代其參加2007/08年歐聯第一圈外圍賽，並獲准加入於2007年重組的FAI愛爾蘭超級足球聯賽。
德利城未能闖過歐聯第一關，於第一圈外圍賽兩回合累計0-2負於普尼克（Pyunik）。2007年球季雖然季前成為聯賽奪標大熱門，但結果只獲得令人失望的第7位，惟德利城贏得其第八次愛爾蘭足協聯賽盃冠軍，決賽於白兰蒂威尔球场以1-0擊敗（Bohemian）。
2008年聯賽獲得季軍，但與冠軍相距達27分，取得歐霸盃外圍賽第二圈參賽資格。在本土盃德利城獲得不錯的成績，愛爾蘭足協盃晉級決賽，加時後仍與布咸美恩斯2-2平手，在這項盃賽首次以互射十二碼決勝以2-4僅負屈居亞軍；在愛爾蘭足協聯賽盃決賽則以6-1大破维克斯福德青年（Wexford Youths），連續四年奪得冠軍。惟在塞坦塔盃卻大意失荊州，準決賽在主場0-1不敵科克城。
德利城闖過2009/10年歐霸盃外圍賽第一關，兩回合累計2-1淘汰拉脱维亚的史干圖，惟在第三圈行人止步，累計1-2不敵索菲亞中央陸軍。在失去兩個主要贊助商後，球隊的財政問題在季中逐漸浮現，除要求球員大幅減薪外，並要向50間公司或個人，要求每單位捐獻1,000鎊以籌募5萬鎊，其後更拖欠球員薪金。2009年11月3日邓根伦（Dungannon Swifts）就被拖欠3萬鎊轉會分紅表示要求德利城清盤。在球員被拖欠長達10週薪金後，愛爾蘭足球協會於11月6日介入召開緊急會議，並決定中止德利城的愛爾蘭聯賽參賽資格。德利城董事會集體呈辭，並於11月20日進行債務重組。而已作賽兩輪的塞坦塔盃參賽資格亦被取消。

## 球衣與會徽
當1929/30年球季德利城首度參加聯賽時穿著紫紅身藍袖球衣和白褲，直到1932年球隊改穿白球衣黑褲，這款球衣於1934年被現時傳統的紅白直間「糖果間條」（candystripes）球衣及黑褲所取代，這款式源自錫菲聯（Sheffield United），由比利·吉莱斯皮（Billy Gillespie）引進。比利·吉莱斯皮是德里附近多尼戈爾郡（County Donegal）的本地人，於1913年到1932年期間效力錫菲聯，是球隊於1925年奪得英格蘭足總盃冠軍的隊長，曾25次代表愛爾蘭，是家鄉的英雄人物，他在1932年離開錫菲聯加盟德利城擔任球員兼領隊，德利城在兩年內更改球衣款式以表揚他在錫菲聯的成就。
德利城自此一直穿著紅白直間球衣，只在1956年到1962年曾經穿著琥珀色球衣黑褲，而1962年以後的變化只是「包糖紙」間條的闊窄。球衣原本配襯黑襪，其後改配白襪，間中如與對手撞色而改穿紅襪。同樣地，1970年代初及1985年曾採用白褲，如同黑襪一般，在與對手撞色時亦會穿著白褲。而作客的球衣則曾採用白、深藍及綠間、黃、白及淺藍間及黑色等。
德利城的球衣過去曾有很多不同的供應商，包括愛迪達（Adidas）、「Avec」、「Erreà」、「Fila」、「Le Coq Sportif」、「Matchwinner」、「O'Neills」「Spall」及現時的「O'Neills」。而商業贊助印於胸前的標誌則包括「Northlands」、「Warwick Wallpapers」、「Fruit of the Loom」、「Smithwick's」及「AssetCo」；而出現在衣袖的標誌包括「Trinity Hotel」、「Tigi Bed Head」及「Tigi Catwalk」；於2007年，本地傳媒「Q102.9」及 「Derry News」的標誌印於球衣背部頸部下方，而胸前的標誌是「Meteor Electrical」。

在1986年引進會徽前使用德里的紋章作為會徽

在參賽北愛爾蘭足球聯賽（Irish League）整段歲月或愛爾蘭足球聯賽（League of Ireland）首季的大部分時間，德利城並沒有在球衣上展示會徽，反而在球會的紀念品如領巾、帽及徽章等則會採用德里的紋章，該紋章為盾形，象徵符號有下方黑色背景的一副骸骨及三塔城堡，而上方白色背景有紅色圣乔治十字及一把劍。十字及劍是伦敦市的標記，十字中央嵌上愛爾蘭豎琴，代表兩個城市之間的聯繫，德里在英國法律的正式名稱為「德里 (北愛爾蘭)|倫敦德里」，而且德里是由伦敦市同業公會（livery company）的「皇家愛爾蘭學會」（The Honourable The Irish Society）在「阿爾斯特殖民」（Plantation of Ulster）政策時期建立的；城堡可能是於1305年由當地古老諾曼人迪·布尔卡（de Burca）家族所建造；而骸骨相信是同一家族的一名騎士於1332年在城堡的土牢被活活餓死；其下還附有拉丁語格言：『Vita, veritas, victoria』，意指『生命、真理、勝利』。

德利城首個正式會徽，1986-1997年

1986年4月德利城在當地學校舉辦會徽設計競賽，獲獎的設計來自聖可倫布書院（St. Columb's College）的學生约翰·戴佛伦（John Devlin），於1986年5月5日當德利城在主場友賽（Nottingham Forest）才作公開展示。新會徽亦作盾形，紅、白及黑三色，上方描繪出橫跨德里福伊尔河的福伊尔大桥（Foyle Bridge）的簡化圖像，這座橋樑剛於1984年10月才啟用，而下方為傳統的紅白直間飾以黑線框，中間加上足球表達球會的本質，足球下方是球會成立的1928年，正中的球會名字採用「Impact」字体顯示。
福伊尔大桥的新穎隨著年月的增長而消退，這個會徽一直使用到1997年7月15日才告結束，德利城的新會徽在當日於兰斯当路体育馆（Lansdowne Road）與（Celtic）進行季前友誼賽時作公開展示。新會徽仍然作盾形，紅、白、黑三色，採用現代化的極簡主義設計，取消福伊尔大桥的形象，再沒有加入任何德里著名的文化地標或事物作為會徽的元素；但保持中央的足球設計；將成立年份移上，置於球會名稱之下，採用時尚的名為「Industria Solid」无衬线（sans-serif）字体，在紅色的背景作反白顯示；而著名的紅白直間則改成在會徽的左半部為實地紅色，而右半部則為沒有黑線框的紅白直間。
而會徽一直是置於球衣胸前左方，即球員的心上。

## 主場球場

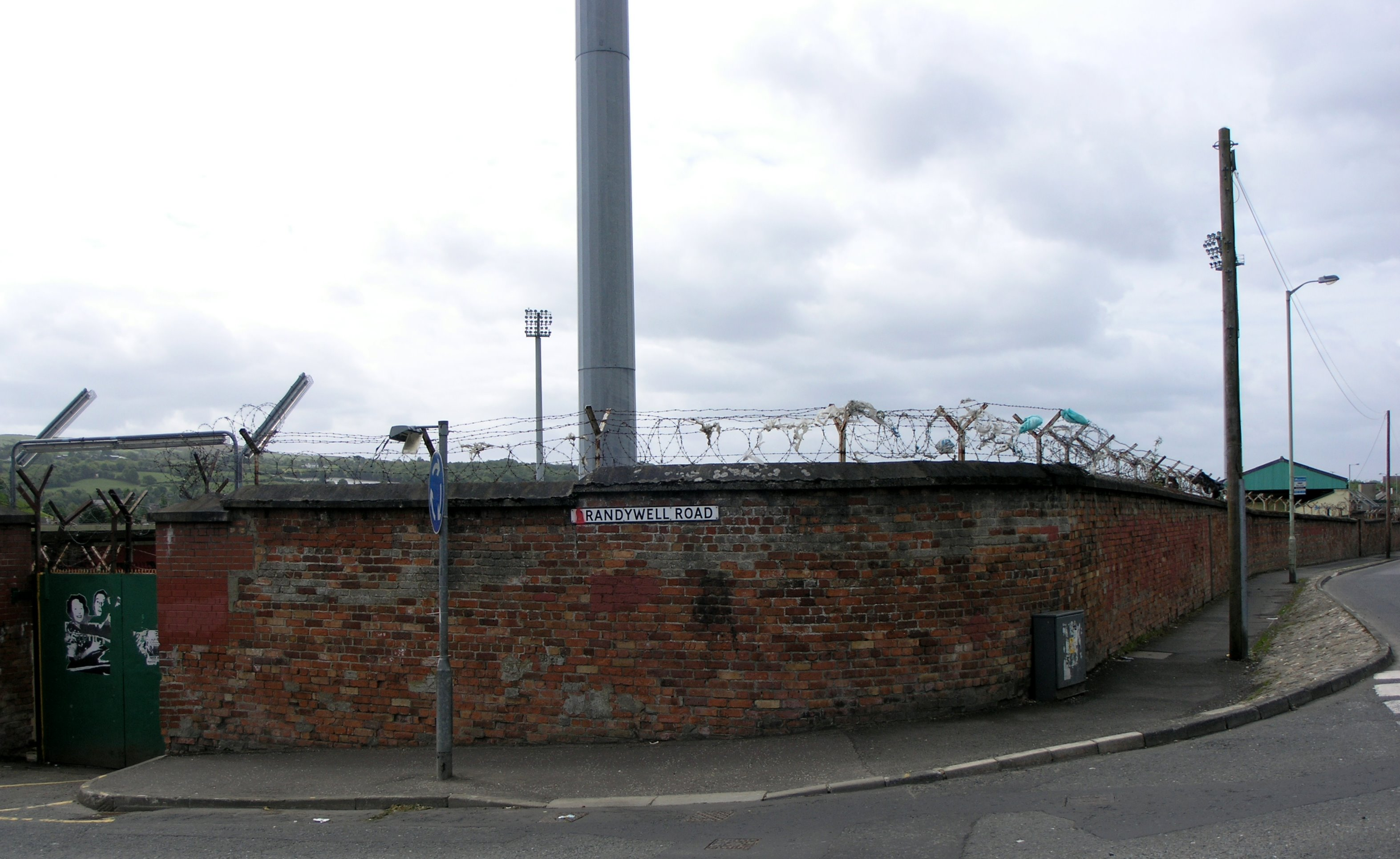
球場外的路牌被塗改成「randywell road」

德利城的主場球場是市立白兰蒂威尔球场（愛爾蘭語：Tobar an Fhíoruisce），位於德里沼澤區（Bogside）西南面的白兰蒂威尔地區，通常簡稱為白兰蒂威尔（the Brandywell），除舉行足球比賽外，亦是當地的賽狗場，有一條橢圓形的跑道圍繞球場草坪，球場草坪面積為111 × 72碼，而球場的業權屬於德里市議會（Derry City Council），由市議會租借給德利城使用。
由於健康及安全條例的限制，白兰蒂威尔球场於舉行歐洲足協的比賽時只能容納全坐席的2,900名觀眾，但在平時的比賽日，開放立席階梯看臺後的總容量可達7,700人。弧形懸臂樑式全坐席的「新看台」（New Stand）於1991年建成，為補仍然不足的設施，球場計劃耗資1,200萬英鎊改善，預計於2010年可完成容納8,000名觀眾全坐席的工程。
由於德利城成立（1928年）及首次參賽聯賽（1929年）的時間相當緊迫，球隊一時間未能購置合適的球場，因此惟有聯絡德里市政府（Londonderry Corporation），即今日的德里市議會（Derry City Council），要求租用白兰蒂威尔球场，這球場直到19世紀末仍有用作足球比賽。德利城獲准使用白兰蒂威尔球场，一直營運到今天仍受當初皇家愛爾蘭學會（The Honourable The Irish Society）訂定的租用規條限制，白兰蒂威尔球场必需用作社區的遊樂用途，實際上德利城亦沒擁有球場的業權，因此不能根據自己的意願發展或出售，必需交由德里市議會作最後的決定。
1929年8月22日德利城在白兰蒂威尔球场進行首場比賽，以1-2負於格倫杜蘭（Glentoran）。在1933年，有傳聞德利城會購入位於河畔區（Waterside）的「Bond's Field」，但由於遠離在城市區（Cityside），尤其是在白兰蒂威尔一帶，已建立起的球迷群。德利城本來有機會購入德利些路迪的舊球場些路迪公園（Celtic Park），但最終猶豫不決，直到10年後才被蓋爾運動協會（Gaelic Athletic Association）購入。而德利城亦決定不以1,500英鎊購買米南公園（Meenan Park）。
在北愛暴力衝突時期政治動蕩不安，保安當局害怕新教徒及联合主义者到訪民族主義者佔大多數的德里會造成混亂，因此白兰蒂威尔球场很多時不能作為德利城的主場球場。於1970年及1971年德利城就需要在貝爾法斯特敵方的溫莎公園球場（Windsor Park）對連菲特進行「主場」比賽。由於警方宣稱民族主義者聚居的白兰蒂威尔地區對到訪的联合主义者不安全，於1971年9月到1972年10月期間德利城需要利用30英哩外由新教徒佔大多數的科爾雷恩（Coleraine）的展覽場球場（Showgrounds）作為「主場」。當愛爾蘭足球聯賽拒絕解除白兰蒂威尔球场的禁賽令導致德利城退出聯賽，白兰蒂威尔球场此後的13年再沒有舉行高級足球比賽，只有賽狗及初級足球的比賽。於1985年德利城獲准加入愛爾蘭足球聯賽（League of Ireland），高級足球比賽才重現於白兰蒂威尔球场。
德利城爭議地禁止在白兰蒂威尔球场進行比賽期間展示國旗，這項規定特別針對來自邊界以南的客隊球迷，不允許展示寫上球隊口號的三色旗等物品，惟當德利城代表愛爾蘭出席歐洲競賽時則不在此限。

## 支持球迷

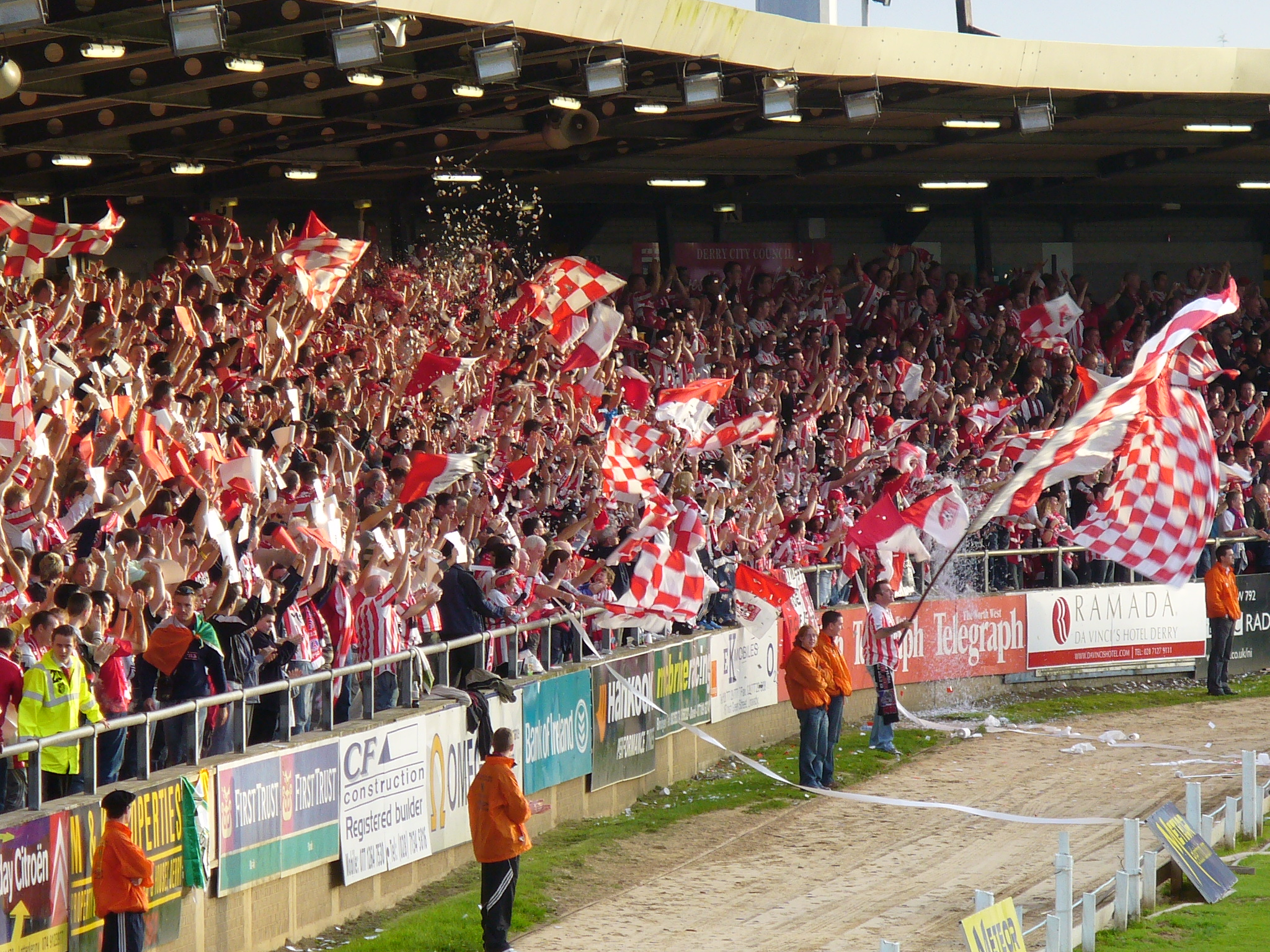
白兰蒂威尔球场內支持德利城的球迷

以愛爾蘭的標準來說，德利城擁有相對地龐大及忠誠的球迷基礎，是愛爾蘭聯賽中最受擁戴的球隊之一，當德利城於1985年加入愛爾蘭足球聯賽（League of Ireland）時，首仗便有近萬支持者蜂擁到白兰蒂威尔球场，德里雖然貴為北愛爾蘭第二大城市，人口只有8萬多人，而德利城的主場平均3,127名觀眾是2006年球季中各隊最高的入場觀眾人數。2006年11月17日在球季最後一仗對科克城（Cork City），共吸引破紀錄的6,080名球迷到白兰蒂威尔球场觀看德利城這場1-0的勝仗。
在本土比賽時，德利城在作客時亦有數以車載的支持球迷隨軍出征。球迷於德利城在2006/07年歐洲足協盃的比賽作出強大的支持，約3,000名球迷遠赴蘇格蘭的马瑟韦尔（Motherwell），在菲尔公园球场（Fir Park）整場的比賽中吵個不停地觀看德利城以5-1大破格雷納；亦有超過2,000名球隊到巴黎的王子公园体育场支持德利城對抗；次回合返回主場比賽，大量未能購買到門票的球迷出盡法寶觀看球賽，在距離球場不遠的市立墳場開放給球迷在高處觀賞比賽，而在球場圍場外則泊滿雙層巴士讓球迷在上層觀戰。

德利城以其獨特的社區精神而聞名，球迷在球隊的存亡及成敗擔當重要的角色。在2000/01年球季德利城因債務而幾乎結業，當地社區即自發展開廣泛的拯救行動。在球隊於2006年球季獲得雙料盃賽冠軍後，隊長彼得·侯顿（Peter Hutton）說：
|  | 除了德里的市民沒有人擁有德利城。五、六年前當球隊水浸眼眉，接近結束的邊緣。當時沒有老色迷（sugar-daddy）、百萬富翁或阿巴莫域治出來拯救球隊。是這個城市及人們救了球隊──市民、球迷、普通人；他們到處奔走拍門或帶著籌款箱到酒吧收集捐款，用盡所有方法以求保存球隊。德里是一個緊密結合的地方、一個細小的社區，每個人也關心自己的球隊，這是我們仍有這支球隊的原因。而本季我們所贏得的每項錦標全部歸功於他們。 |

同樣地，現任球會會長、前社會民主及勞工黨（Social Democratic and Labour Party）黨魁及诺贝尔和平奖得獎人約翰·修姆（John Hume）於1998年談及球會與社區之間的關係：
|  | 自1928年成立以來，德利城成為德里社區生活的關鍵。在球會的歷史當中，「糖果間條」（Candystripes）為年青人及稍長的球迷提供運動的途徑。球會的歷史與其所在的城市互相糾纏。球會見證掙扎與排斥，轉化為復興與成功。在這球會驕傲的人群反映這個城市的驕傲。德利城的球員與球迷是這個城市上乘的大使。今天，球會，如同這個城市一般，帶著美好的期待展望將來。現在所獲得的成功，如果沒有德里的市民，德利城將會一無所的。 |

德利城的支持取決於地理環境及跨社會階層，球迷既有來自工人阶级地區如白兰蒂威尔（Brandywell）及沼澤區（Bogside）等，亦有稍為富裕的地區如卡尔莫（Culmore）。而城市區（Cityside）一向被視為球隊的傳統的根據地，尤其是白兰蒂威尔地區，雖然河畔區（Waterside）亦有少量的支持者。球會主要的支持者來自德里的愛爾蘭民族主義社區，聯繫建基於地理，以及社會、文化及歷史背景，使反對者可以利用作為建立一種特定身份的藉口。德利城有小部分的支持者來自新教徒家庭，德里的教徒社區大部分對德利城是冷淡的，雖然小部分統一主義者及保皇派指責德利城為天主教及愛爾蘭民族主義的象徵。德利城參加愛爾蘭共和國的聯賽體系更令藉口加深，有時新教徒的足球流氓會向接載德利城球迷前往邊界或返回的巴士投擲火箭。德利城支持基礎中少量的民族主義元素可見證足球運動成為加強宗教分裂。
由於德里是愛爾蘭西北部的文化及活動焦點，球隊的支持超越城市的邊界，申延到四周的德里郡範圍；鄰近蒂龍郡的利馬瓦迪（Limavady）及斯特拉班（Strabane）及邊界外的多尼戈爾郡地區亦有支持者。
德利城擁有無數球迷會組織，包括極端球迷及在愛爾蘭本島以外──主要為移民外地的德里居民。而德利城球迷與西北部同區的（Finn Harps）的球迷勢成水火。球迷經常在看台上高唱「Undertones」樂隊的《Teenage Kicks》當作會歌。

## 流行文化
德利城經常在流行文化中露面。在音樂的世界，德里的朋克搖滾樂隊「The Undertones」時常讓德利城暴光，在他們1980年大熱單曲《My Perfect Cousin》的唱片封套上印有一個穿著德利城球衣款式的手指足球（Subbuteo）玩偶；在歌曲的音樂錄像中，主音歌手费格尔·夏基（Feargal Sharkey）穿著紅白球衣踢球或跳高頂球。同樣地，在他們第二張細碟《Get Over You》的封套上，可以看到德里城足球俱乐部的名稱。
德利城亦曾經出現在電視螢光幕前，由於球隊位於北愛爾蘭而參加愛爾蘭的聯賽，故此常能吸引兩方面廣播機構的注意。在英國廣播公司（BBC）名為《您認為自己是誰？》（Who Do You Think You Are?）的紀錄片中，紀錄德利城在2006/07年歐洲足協盃第一圈對的前夕，片集主題是協助《異世奇人》（Doctor Who）的演員大卫·田纳特（David Tennant）追查家族根源，而他的外祖父阿尔奇·麦克李欧得（Archie McLeod）曾經是一名德利城球員，德利城付出不菲的薪酬將他從蘇格蘭帶到德里，而麦克李欧得亦不負所托，成為隊中首席射手，並在這裡結識田纳特的外祖母。同樣地，《足球焦點》（Football Focus）亦在賽前及賽後介紹這場比賽。而德利城加入愛爾蘭足球聯賽（League of Ireland）後首場直播比賽於1996/97年球季作客托尔卡公园球场（Tolka Park）對舒爾本（Shelbourne），這場比賽由愛爾蘭電視台（RTÉ）第二台進行現場直播，結果各一言和，加里·贝伦杰（Gary Beckett）為德利城射入一球。
另一媒體收音機亦曾利用德利城作為主題，2005年4月20日愛爾蘭電台（RTÉ Radio）第一台的《第一台紀錄》（Documentary on One）播出名為《藍軍與糖果間條》（The Blues and the Candy Stripes）的節目，記述同年2月22日德利城歷史性與连菲特（Linfield）進行友誼賽後的回響，這是兩隊自1969年1月25日後首次對賽，當年的比賽因場面失控，而於半場時由警方護送連菲特的球迷撤離白兰蒂威尔球场。2005年這場比賽是用作保安測試，由於兩隊擁有在政治上南轅北轍的球迷基礎，將可能在翌年舉行跨界的塞坦塔盃（Setanta Cup）中相遇。

## 球會榮譽
- 聯賽冠軍：4
  -  愛爾蘭足球聯賽（Irish Football League）：1964/65年；
  -  愛爾蘭超級足球聯賽（League of Ireland）：1988/89年、1996/97年；
  -  愛爾蘭甲組足球聯賽 （League of Ireland First Division）：1986/87年；
- 愛爾蘭足協盃（FAI Cup）：4
  - 1988/89年、1994/95年、2002年、2006年[91]；
- 愛爾蘭足協聯賽盃（FAI League Cup）：9
  - 1988/89年、1990/91年、1991/92年、1993/94年、1999/2000年、2005年、 2006年[92]、2007年、2008年；
- 愛爾蘭盃（Irish Cup）：3
  - 1948/49年、1953/54年、1963/64年；
- 愛爾蘭甲組聯賽盾（League of Ireland First Division Shield）：1
  - 1985/86年；
- 北愛爾蘭城市盃（City Cup）：2
  - 1934/35年、1936/37年；
- 北愛爾蘭金盃（Gold Cup）：1
  - 1963/64年；
- 聯賽四強盃（Top Four Cup）：1
  - 1965/66年；
- 西北高級盃（North West Senior Cup）：16
  - 1931/32年、1932/33年、1933/34年、1934/35年、1935/36年、1936/37年、1938/39年、1953/54年、1959/60年、1961/62年、
1962/63年、1963/64年、1965/66年、1968/69年、1969/70年、1970/71年；
- 北愛爾蘭中級聯賽（Northern Ireland Intermediate League）：2
  - 1979/80年、1983/84年；

## 球員名單
更新日期：2008年12月17日 
粗體字為新加盟球員 

### 目前效力（2008）
| 編號          | 國籍     | 球員名字                            | 位置  | 出生日期   | 加盟年份                    | 前屬球會   | 身價     |
| 門 將         | 門 將    | 門 將                               | 門 將 | 門 將      | 門 將                       | 門 將      | 門 將    |
| ------------- | -------- | ----------------------------------- | ----- | ---------- | --------------------------- | ---------- | -------- |
| 1             | 爱尔兰   | 达伦·奎格雷（Darren Quigley）       | 門將  | 1986.06.10 | 2008                        |            |          |
| 16            | 北爱尔兰 | 杰拉德·多尔蒂（Gerard Doherty）     | 門將  | 1981.08.24 | 2008                        | 新圣人     |          |
| 30            | 北爱尔兰 | 尤金·费利（Eugene Ferry）           | 門將  |            | 2007                        | 青年軍     | --       |
| 後 衛         |          |                                     |       |            |                             |            |          |
| 2             | 北爱尔兰 | 埃迪·马凯林恩（Eddie McCallion）    | 後衛  | 1979.01.25 | 1998                        | 青年軍     |          |
| 3             | 北爱尔兰 | 西恩·哈格恩（Sean Hargan）          | 後衛  | 1974.11.06 | 1995                        | 山頂些路迪 |          |
| 4             | 北爱尔兰 | 彼得·侯顿（Peter Hutton）           | 後衛  | 1973.03.02 | 2002                        | 舒爾本     |          |
| 5             | 北爱尔兰 | 马克·马凯斯图（Mark McChrystal）    | 後衛  | 1984.06.26 | 2003                        | 狼隊       |          |
| 6             | 爱尔兰   | 斯蒂芬·格雷（Stephen Gray）         | 後衛  | 1981.10.17 | 2007                        |            |          |
| 12            | 北爱尔兰 | 阿龙·卡拉格汉（Aaron Callaghan）    | 後衛  | 1987.07.01 | 2008 （页面存档备份，存于） | 巴利米納   |          |
| 21            | 爱尔兰   | 克里弗·戴拉尼（Clive Delaney）      | 後衛  | 1980.01.02 | 2008                        | 布雷流浪   |          |
| 中 場 / 翼 鋒 |          |                                     |       |            |                             |            |          |
| 7             | 北爱尔兰 | 鲁艾德里·希金斯（Ruaidhri Higgins） | 中場  | 1984.10.23 | 2004                        | 青年軍     |          |
| 8             | 爱尔兰   | 西埃兰·马丁（Ciarán Martyn）        | 中場  | 1980.03.25 | 2002                        |            |          |
| 14            | 爱尔兰   | 加雷斯·麦加利恩（Gareth McGlynn）   | 中場  | 1982.10.29 | 2000                        |            |          |
| 15            | 北爱尔兰 | 凯文·迪尼（Kevin Deery）            | 中場  | 1984.12.06 | 2001                        | 木馬青年軍 |          |
| 17            | 北爱尔兰 | 巴利·莫莱（Barry Molloy）           | 中場  | 1983.11.28 | 2005                        |            |          |
| --            | 爱尔兰   | （）                                | 中場  | 1987.12.07 | 2008                        | 新特蘭     | 自由轉會 |
| 前 鋒         |          |                                     |       |            |                             |            |          |
| 9             | 北爱尔兰 | 山姆·莫罗（Sam Morrow）             | 前鋒  | 1985.03.03 | 2007                        |            |          |
| 10            | 爱尔兰   | 凯文·麦克休（Kevin McHugh）         | 前鋒  | 1980.01.19 | 2006                        |            |          |
| 18            | 爱尔兰   | 马克·法伦（Mark Farren）            | 前鋒  | 1981.05.21 | 2003                        | 蒙納漢     |          |
| 22            | 北爱尔兰 | 托马斯·斯图尔特（Thomas Stewart）   | 前鋒  |            |                             |            |          |

### 外借球員
| 編號  | 國籍     | 球員名字                      | 位置  | 出生日期   | 加盟年份 | 外借球會 | 外借年期 |
| 門 將 | 門 將    | 門 將                         | 門 將 | 門 將      | 門 將    | 門 將    | 門 將    |
| ----- | -------- | ----------------------------- | ----- | ---------- | -------- | -------- | -------- |
| --    | 北爱尔兰 | 小帕特·詹宁斯（Pat Jennings） | 門將  | 1979.09.24 | 2004     |          |          |

### 離隊球員（2009）
| 編號 | 國籍     | 球員名字                    | 位置 | 出生日期   | 加盟年份 | 加盟球會 | 身價                            |
| ---- | -------- | --------------------------- | ---- | ---------- | -------- | -------- | ------------------------------- |
| 20   | 北爱尔兰 | 尼尔·麦吉恩（Niall McGinn） | 中場 | 1987.07.20 | 2008     |          | 約20萬鎊 （页面存档备份，存于） |

## 歷任領隊
| 姓名                              | 國籍     | 由     | 至     |
| --------------------------------- | -------- | ------ | ------ |
| 乔·麦克里瑞（Joe McCleery）       | 爱尔兰   | 1929年 | 1932年 |
| 比利·吉莱斯皮（Billy Gillespie）1 | 爱尔兰   | 1932年 | 1940年 |
| 德利城球隊管理委員會（M.T.C.）    | 北爱尔兰 | 1940年 | 1942年 |
| 韦利·劳斯（Willie Ross）1         | 蘇格蘭   | 1942年 | 1953年 |
| 德利城球隊管理委員會（M.T.C.）    | 北爱尔兰 | 1953年 | 1958年 |
| 汤美·休斯顿（Tommy Houston）1     | 北爱尔兰 | 1958年 | 1959年 |
| 马特·多尔蒂（Matt Doherty）       | 北爱尔兰 | 1959年 | 1961年 |
| 韦利·劳斯（Willie Ross）          | 蘇格蘭   | 1961年 | 1968年 |
| 吉米·希尔（Jimmy Hill）1          | 北爱尔兰 | 1968年 | 1971年 |
| 道格·伍德（Doug Wood）            | 蘇格蘭   | 1971年 | 1972年 |
| 韦利·劳斯（Willie Ross）          | 蘇格蘭   | 1972年 | 1972年 |
| 吉姆·葛鲁森（Jim Crossan）        | 北爱尔兰 | 1985年 | 1985年 |
| 诺尔·金（Noel King）1             | 爱尔兰   | 1985年 | 1987年 |

| 姓名                            | 國籍     | 由     | 至     |
| ------------------------------- | -------- | ------ | ------ |
| 吉姆·迈克劳林（Jim McLaughlin） | 北爱尔兰 | 1987年 | 1991年 |
| 莱伊·科伊尔（Roy Coyle）        | 北爱尔兰 | 1991年 | 1993年 |
| 汤尼·奥多尔蒂（Tony O'Doherty） | 北爱尔兰 | 1993年 | 1994年 |
| 费利克斯·希利（Felix Healy）    | 北爱尔兰 | 1994年 | 1998年 |
| 凯文·马洪（Kevin Mahon）        | 爱尔兰   | 1998年 | 2003年 |
| 德蒙特·基利（Dermot Keely）     | 爱尔兰   | 2003年 | 2003年 |
| 加文·戴克斯（Gavin Dykes）      | 爱尔兰   | 2003年 | 2004年 |
| 彼得·侯顿（Peter Hutton）1      | 北爱尔兰 | 2004年 | 2004年 |
| 斯蒂芬·肯尼（Stephen Kenny）    | 爱尔兰   | 2004年 | 2006年 |
| 柏特·芬朗（Pat Fenlon）         | 爱尔兰   | 2006年 | 2007年 |
| 彼得·侯顿（Peter Hutton）1      | 北爱尔兰 | 2007年 | 2007年 |
| 约翰·罗伯森（John Robertson）   | 蘇格蘭   | 2007年 | 2007年 |
| 斯蒂芬·肯尼（Stephen Kenny）    | 爱尔兰   | 2007年 | 現在   |

1 ：球員兼領隊

## 球會紀錄
現時仍然效力的比得·侯顿（Peter Hutton）保持德利城在愛爾蘭足球聯賽（League of Ireland）最多上陣的紀錄，自1990/91年球季加盟以來曾兩度離隊再回歸，直到2008年4月已達到600場；保罗·库伦（Paul Curran）以518場排名第二位，接著是西恩·哈格恩（Sean Hargan）的422場。
德利城歷來最高入球紀錄是吉米·凯利（Jimmy Kelly）於1930年至1951年之間射入的363球；如單計加入愛爾蘭足球聯賽後，則為利亚姆·哥尔（Liam Coyle）於1988年至2003年之間上陣390場所射入的112球。德利城首名入球球員是彼得·柏克（Peter Burke）於1929年8月22日主場1-2負於格倫杜蘭（Glentoran）的唯一入球。兩天後，森美·库伦（Sammy Curran）為球隊射入首次帽子戲法，協助球隊於一度落後1-5於作客波達丹（Portadown）的劣勢下扳成平手，但仍於完場前再失一球而小負5-6。1985年9月8日主場3-1擊敗家鄉農場（Home Farm），巴里·麦瑞蒂（Barry McCreadie）射入的第一球是德利城加入愛爾蘭足球聯賽（League of Ireland）後首個入球；而首次帽子戲法於1985年12月15日由凯文·马洪（Kevin Mahon）在作客费恩夏普（Finn Harps）時射入。而射入德利城第1,000個聯賽的榮譽由康诺·萨蒙（Conor Sammon）在2008年5月9日對沙洛克流浪（Shamrock Rovers）時造出。
德利城在愛爾蘭足球聯賽（League of Ireland）最大的負球比數是於1986年1月負於朗福鎮（Longford Town），戰果為1-5；而聯賽最大的勝球比數是在1986年10月以9-1大破戈爾韋（Galway United）。而德利城從未曾在兩個愛爾蘭足球聯賽中降級，更是愛爾蘭足球聯賽中兩隊曾奪得本土三冠王的球隊之一。德利城於2006/07年歐洲足協盃第二圈外圍賽在马瑟韦尔的菲尔公园球场以5-1擊敗格雷納，是歷來愛爾蘭足球聯賽球隊在歐洲競賽中作客最大的勝差。於2006年球季德利城在不同的競賽共作賽54場，打破早前1988/89年三冠球季的49場舊每季最多作賽場次紀錄。
在德利城加入愛爾蘭聯賽體系後白兰蒂威尔球场的最高入場觀眾紀錄是1986年2月23日在愛爾蘭足協盃（FAI Cup）第二圈對费恩夏普（Finn Harps）的比賽，共有9,800名球迷進場觀戰；而在愛爾蘭足球聯賽（Irish League）時期，有高達12,000名球迷在1929/30年球季進場觀看主場對連菲特（Linfield）的比賽。

## 註腳及參考文獻
註腳：
1. ↑  Derry City 的存檔，存档日期2008-06-07.，Albion Road, 2007，於2007年6月8日查閱
2. ↑  "Derry City 4-0 Sligo Rovers 的存檔，存档日期2007-09-28."，GetTogether.at，2006年10月17日，於2007年6月8日查閱
3. ↑  民族主义者通常稱這城市為「德里」（Derry），而親英的联合主义者則採用「倫敦德里」（Londonderry），但在1928年名稱的紛爭不像今天般政治化。參見："City name row lands in High Court （页面存档备份，存于）"，BBC News，2006年12月6日，於2007年4月30日查閱
4. 1 2 3 4 5 6 7 8 9 10 11 12 13 14  Derry City FC - A Concise History 的存檔，存档日期2007-09-28.，CityWeb, 2006，於2007年4月30日查閱
5. 1 2 3  Collins, Conor. A History of Derry City 的存檔，存档日期2008-06-07.，Albion Road, 2006，於2007年4月30日查閱
6. ↑  如球隊的名字包含「些路迪」（Celtic）強烈表示具有愛爾蘭民族主義的背景，將會導致與市內佔少數的新教徒社區疏離。
7. ↑  Derry City FC - Honours List 的存檔，存档日期2007-04-29.，CityWeb，於2007年4月29日查閱
8. ↑  "The Great Cup Breakthrough 的存檔，存档日期2007-10-05."，CityWeb, 2007，於2007年4月30日查閱
9. ↑  Derry City's FAI Cup history 的存檔，存档日期2007-03-28.，RTÉ Sport，2006年11月29日，於2007年4月29日查閱
10. ↑  UEFA Cup Winners' Cup: Season 1964–65 preliminary round 的存檔，存档日期2009-09-17.，UEFA.com，2006年12月23日，於2007年5月8日查閱
11. ↑  "Derry City vs FK Lyn 的存檔，存档日期2007-06-04."，CityWeb, 2007，於2007年4月30日查閱
12. 1 2 3  Campbell, Denis. "My team - Derry City: An interview with Martin McGuinness 的存檔，存档日期2007-12-09."，衛報，2001年4月8日，於2007年4月30日查閱
13. 1 2 3 4 5  Cronin, Mike (2000). Catholics and Sport in Northern Ireland: Exclusiveness or Inclusiveness?PDF（91.6 KiB），英格蘭莱斯特 De Montfort University, International Sports Studies, vol. 21, no. 1 (2001), P.25–38，於2007年4月30日查閱
14. ↑  Burdsley, Daniel & Chappell, Robert. "Soldiers, sashes and shamrocks: Football and social identity in Scotland and Northern Ireland （页面存档备份，存于）"，Sociology of Sport Online, Brunel University, UK，於2007年5月11日查閱
15. 1 2  Bradley, Steve. "Derry ponder a French Revolution （页面存档备份，存于）"ESPNsoccernet，2006年9月14日，於2007年5月11日查閱
16. 1 2 3 4 5 6 7  Bradley, Steve. "Football's last great taboo? （页面存档备份，存于）"，ESPNsoccernet，2005年2月22日，於2007年4月30日查閱
17. ↑  Northern Ireland - Cup Finals （页面存档备份，存于），The Rec.Sport.Soccer Statistics Foundation, 2007，於2007年4月30日查閱
18. 1 2  Mahon, Eddie. . Guildhall Press. 1998: p. 124.
19. ↑  Hassan, David. . Routledge. 2002: vol. 3, no. 3, "People Apart: Soccer, Identity and Irish Nationalists in Northern Ireland", pp. 65–83. ISSN 1466-0970.
20. ↑  Football: Sectarianism 的存檔，存档日期2006-09-26.，Eugene McMenamin MLA, Northern Ireland Assembly Reports，2000年7月3日，於2007年4月30日查閱
21. ↑  "Derry City 3 - 1 Home Farm 的存檔，存档日期2007-06-04."，CityWeb, 2007，於2007年4月30日查閱
22. ↑  "Historic Shield Victory for City 的存檔，存档日期2007-10-04."，CityWeb, 2007，於2007年4月30日查閱
23. ↑  "First League Title in LOI 的存檔，存档日期2007-10-04."，CityWeb, 2007，於2007年4月30日查閱
24. ↑  Honours list 的存檔，存档日期2007-04-29.. CityWeb，於2007年4月30日查閱
25. ↑  Proby, Johnny. "Derry City defeated Bohemians tonight in unusual circumstances 的存檔，存档日期2001-02-16."，RTÉ.ie，2000年9月7日，於2007年4月30日查閱
26. ↑  "Payback time for O'Neill （页面存档备份，存于）"，BBC Sport Online，2000年10月2日，於2007年5月6日查閱
27. ↑  Jackson, Lyle. "The belief of Derry"，BBC Sport Online，2002年10月28日，於2007年4月30日查閱
28. ↑  "Busy Derry take on Barca"，BBC Sport Online，2003年8月12日，於2007年4月30日查閱
29. ↑  "The Real thing for Derry City"，BBC Sport Online，2001年7月25日，於2007年4月30日查閱
30. ↑  Ramsay, Bartley & Dullaghan, Rodney，"Finn Harps Club History 的存檔，存档日期2007-09-28."，FinnHarps.com, 2006，於2007年4月30日查閱
31. ↑  O'Neill-Cummins, Mark."First Premier licence is awarded 的存檔，存档日期2004-03-25."，RTÉ.ie，2004年2月28日，於2007年4月30日查閱
32. ↑  Allen, Jeremiah.Ireland News 的存檔，存档日期2007-05-21.，A2Z Soccer，2007年3月1日，於2007年4月30日查閱
33. ↑  eircom Premier League 2005 （页面存档备份，存于），Soccerbot.com, 2005，於2007年4月30日查閱
34. ↑  德利城的參賽意味自1972年以來首次有联合主义者支持的球隊到白兰蒂威尔球场進行競爭性的比賽。參見：Kelly, Ritchie. Focus on Fenlon （页面存档备份，存于），BBC Sport Online，2007年2月25日，於2007年6月8日查閱
35. ↑  Derry City FC - Setanta Sports Cup History 的存檔，存档日期2007-10-09.，CityWeb, 2007，於2007年4月30日查閱
36. ↑  Jackson, Lyle."PSG 2-0 Derry City (agg: 2-0) （页面存档备份，存于）"，BBC Sport Online，2006年9月28日，於2007年4月30日查閱
37. ↑  "Derry win but must settle for second 的存檔，存档日期2007-06-24."，RTÉ Sport，2006年11月17日，於2007年4月30日查閱
38. ↑  "Derry triumph after Lansdowne Road drama 的存檔，存档日期2011-08-07."，Irish Football Online，2006年12月3日，於2007年4月30日查閱
39. ↑  "Jennings the hero as Derry retain League Cup 的存檔，存档日期2008-09-28."，Irish Football Online，2006年9月18日，於2007年4月30日查閱
40. ↑  德利城原以愛爾蘭足協盃冠軍身份獲得2007/08年歐洲足協盃外圍賽的參賽資格，但超級聯賽冠軍舒爾本選擇退出，因恐怕財困而不獲歐洲足協簽發參賽牌照，更因季後將整支一隊球員解散，只由大部份青年球員組成新陣，如在季前派隊參賽，將會對愛爾蘭球隊的欧洲足联积分排名不利。參見："Shels opt out of Champions League （页面存档备份，存于）"，The Irish Times，2007年3月30日，於2007年4月30日查閱
41. ↑  參加新超級聯賽的資格由獨立評分委員會按規條評定，德利城獲得830分，是獲評分的球隊中獲得的最高分數。參見：Ireland 2006 （页面存档备份，存于），The Rec.Sport.Soccer Statistics Foundation, 2006，於2007年4月30日查閱
42. ↑  "Eircom League Focus 的存檔，存档日期2012-01-18."，RTÉ Sport，2007年4月17日，於2008年1月3日查閱
43. ↑  . fai.ie Sport. 2008-11-23  [2010-01-25]. （原始内容存档于2011-05-23） （英语）.
44. ↑  . rte.ie. 2008-09-27  [2010-01-25]. （原始内容存档于2011-06-05） （英语）.
45. ↑  . rte.ie. 2008-10-14  [2010-01-25]. （原始内容存档于2009-08-02） （英语）.
46. ↑  . BBC Sport. 2009-08-28  [2010-01-25]. （原始内容存档于2009-08-31） （英语）.
47. ↑  . BBC News. 2009-09-01  [2010-01-25]. （原始内容存档于2009-10-28） （英语）.
48. ↑  . BBC News. 2009-11-03  [2010-01-25]. （原始内容存档于2009-11-05） （英语）.
49. ↑  . BBC Sport. 2009-11-06  [2010-01-25]. （原始内容存档于2009-11-10） （英语）.
50. ↑  . BBC Sport. 2009-11-07  [2010-01-25]. （原始内容存档于2009-11-10） （英语）.
51. ↑  . BBC Sport. 2009-11-10  [2010-01-25]. （原始内容存档于2009-11-14） （英语）.
52. ↑  . BBC Sport. 2009-11-20  [2010-01-25]. （原始内容存档于2010-01-23） （英语）.
53. ↑  . BBC Sport. 2010-01-15  [2010-01-25]. （原始内容存档于2010-01-18） （英语）.
54. 1 2 3  Colours and Jerseys 的存檔，存档日期2007-10-05.，CityWeb, 2007，於2007年4月30日查閱
55. 1 2  Squad Profiles - Legends of the Game 的存檔，存档日期2008-06-13.，Irish Football Association，於2007年4月29日查閱
56. ↑  Mahon (1998), p. 189.
57. ↑  Mahon (1998), p. 113.
58. 1 2 3  Mahon (1998), p. 156.
59. 1 2  Mahon (1998), p. 7.
60. ↑  Mahon (1998), p. 109.
61. 1 2  Mahon (1998), p. 49.
62. 1 2  Mahon (1998), p. 67.
63. ↑  Mahon (1998), p. 197.
64. 1 2 3  "Derry City Football Club - General Information 的存檔，存档日期2007-06-26."，CityWeb, 2007，於2007年5月4日查閱
65. ↑  Beattie, Sean. . Sutton: Printing Press. 2004. ISBN 0-7509-3825-0.
66. ↑  History of Derry （页面存档备份，存于），Northern Ireland Tourist Board，於2007年4月30日查閱
67. ↑  Mahon (1998), pp. 189–192.
68. 1 2  Derry City （页面存档备份，存于），What's the score?，2000年01月，於2007年4月30日查閱
69. ↑  "Brandywell gets seating increase （页面存档备份，存于）"，BBC Sport Online，2006年8月9日，於2006年10月3日查閱
70. ↑  Brandywell Stadium 的存檔，存档日期2006-08-21.，The Stadium Guide，於2006年10月3日查閱
71. ↑  i) "Brandywell revamp plan unveiled （页面存档备份，存于）"，BBC Sport Online，2006年6月15日，於2006年10月1日查閱
^ ii) "Big name to help City's bid for stadium Archive.today的存檔，存档日期2012-06-29"，Belfast Telegraph，2007年1月12日，於2007年4月30日查閱
^ iii) Duffy, Arthur. "There's only one show in town! - Insist Brandywell Properties Trust （页面存档备份，存于）"，Derry Journal，2007年2月20日，於2007年4月30日查閱
^ iv) Re-development of the Brandywell Stadium and Showgrounds: Executive Summary 的存檔，存档日期2007-06-16.，Brandywell Properties Trust Ltd. and Peter Quinn Consultancy Services Ltd., 2007，於2007年4月30日查閱
^ v) Re-development of the Brandywell Stadium and Showgrounds: Economic Appraisal 的存檔，存档日期2007-10-21.，Brandywell Properties Trust Ltd. and Peter Quinn Consultancy Services Ltd., 2007，於2007年5月2日查閱
72. ↑  "Derry fans make stadium plea 的存檔，存档日期2007-09-30."，Eleven-a-side.com，2005年2月22日，於2007年4月30日查閱
73. 1 2  "Derry City dream on in Paris 的存檔，存档日期2007-05-05."，FIFA.com，2006年9月27日，於2007年4月30日查閱
74. ↑  eircom League AGM - Acting Director's Report （页面存档备份，存于），Foot.ie，2006年12月10日，於2007年5月5日查閱
75. ↑  "Derry's game with Cork best attended 的存檔，存档日期2007-11-22."，Sunday Tribune，2006年12月10日，於2007年5月4日查閱
76. ↑  Halliday, Stephen. "Slack Gretna given cruel lesson by five-star Derry 的存檔，存档日期2007-12-03."，The Scotsman，2006年8月11日，於2007年5月9日查閱
77. ↑  "Kenny elated after Derry triumph （页面存档备份，存于）"，BBC Sport Online，2006年8月10日，於2007-年4月30日查閱
78. ↑  （法文） Paris SG - Derry City / Coupe de l'UEFA 2006/2007 Archive.today的存檔，存档日期2007-05-05，psg-fans-gretz, SkyRock，2007年3月1日，於2007年4月30日查閱
79. ↑  Carton, Donna. "Bus is just the ticket for fans （页面存档备份，存于）"，Sunday Mirror，2006年9月3日，於2007年5月11日查閱
80. ↑  Fitzmaurice, Aidan. "Derry dare to dream[]"，UEFA.com，2006年9月15日，於2007年4月30日查閱
81. ↑  Derry City Football Club - General Information 的存檔，存档日期2008-05-14.，CityWeb, 2007，於2007年4月30日查閱
82. ↑  Mahon (1998). "Foreword" by Hume, John, p. 2.
83. ↑  對愛爾蘭本土足球（尤其是北愛爾蘭）的種族淵源有深入的探討，可參閱：Cronin, Mike. . Four Courts Press. 1999. ISBN 978-1-85182-456-4.; Cronin, Mike & Mayall, David. . Routledge. 1998. ISBN 978-0-7146-4449-3.; Dunn, Seamus. . Macmillan Press. 1995. ISBN 0-312-12280-2.; Armstrong, Gary & Giulianotti, Richard. . Palgrave Macmillan. 1999: "The Territorial Politics of Soccer in Northern Ireland" by Bairner, Alan & Shirlow, Peter. ISBN 978-0-333-73009-6.; Reilly, Thomas, Lees, Adrian, Davids, K. & Murphy W.J. . E. & F.N. Spon. 1988: "Sectarianism and Soccer Hooliganism in Northern Ireland" by Bairner, Alan & Sugden, John, pp. 572–578.; Tomlinson, Alan & Whannel, Garry. . Longwood. 1986: "Observe the Sons of Ulster: Football and Politics in Northern Ireland" by Bairner, Alan & Sugden, John, pp. 146–157. ISBN 978-0-7453-0122-8.
84. ↑  Sugden, John & Bairner, Alan. . Leicester University Press. 1995: p. 87. ISBN 978-0-7185-0018-4.
85. ↑  Minutes of the Special Meeting of Council[永久]，Strabane District Council press release，2006年10月3日，於2007年4月23日查閱
86. ↑  Episode 3 的存檔，存档日期2007-03-10.，iCandy, 2006-05，於2007年4月30日查閱
87. ↑  Bradley, Michael. "The Undertones Connection 的存檔，存档日期2007-03-31."，CityWeb，1991年11月7日，於2007年4月30日查閱
88. ↑  Wilson, David. . Zero Seven Media. 2007: p. 48. ISSN 1753-8904.
89. ↑  Barratt, Dr. Nick. "Who do you think you are? (Third series): David Tennant （页面存档备份，存于）"，BBC History，2006年9月27日，於2007年4月30日查閱
90. ↑  "The Blues and the Candy Stripes[]"，RTÉ.ie，2005年4月20日，於2007年4月30日查閱
91. ↑  "Derry see off St Pat's in decider （页面存档备份，存于）"，BBC Sport Online，2006年12月3日，於2007年4月30日查閱
92. ↑  "Derry win eircom League Cup final （页面存档备份，存于）"，BBC Sport Online，2006年9月18日，於2007年4月30日查閱
93. ↑  "'Pizza' reaches 600 mark for "Candy Stripes" （页面存档备份，存于），Derry Journal，2008年4月10日，於2008年9月30日查閱
94. ↑  Dunleavy, Brian. Player Profiles - Peter Hutton 的存檔，存档日期2008-07-17.，CityWeb, 2007，於2007年5月4日查閱
95. ↑  i) Dunleavy, Brian (2006年11月17日). "They must be enjoying the experience!"，CityView, vol. 22, no. 27, p. 18.
^ ii)Player Profiles - Sean Hargan 的存檔，存档日期2007-03-31.，CityWeb, 2007，於2008年9月30日查閱
96. ↑  Jimmy Kelly （页面存档备份，存于），Northern Ireland's Footballing Greats，2007年1月20日，於2007年5月4日查閱
97. ↑  Kelly, David. "Genius finally hangs up his boots （页面存档备份，存于）"，Irish Independent，2004年1月21日，於2007年5月4日查閱(需要註冊)
98. 1 2 3 4  "They were the First... 的存檔，存档日期2007-10-05."，CityWeb, 2007，於2007年5月4日查閱
99. ↑  Wilson (2007), p. 50.
100. ↑  Mahon (1998), p. 63.

參考文獻：
- Coyle, Liam. . Four Courts Press. 2002. ISBN 978-0-9542410-0-1.
- Cunningham, Vinny (2007). Derry City FC: A European Odyssey. Derry City Development Committee. (DVD)
- Curran, Frank. . Donegal Democrat. 1986.
- Mahon, Eddie. . Guildhall Press. 1998.
- Platt, William Henry Walker. . Platt. 1986. ISBN 978-0-9501953-2-2.
- Wilson, David. . Zero Seven Media. 2007. ISSN 1753-8904.

## 外部連結
官方網站：
- CityWeb

球迷網站及討論組：
- Derry City Chat （页面存档备份，存于）

新聞及報導：
- Derry City F.C. on FAI.ie （页面存档备份，存于）
- Derry City F.C. on UEFA.com （页面存档备份，存于）
- Derry City F.C. on Soccerway.com

視訊：
- Derry City fans performing the "Grecque" in the Parc des Princes, Paris on 28 September 2006 （页面存档备份，存于）, YouTube, 2006-10-05.
- Derry City fans during their club's FAI Cup semi-final tie away to Sligo Rovers on 29 October 2006 （页面存档备份，存于）, YouTube, 2006-11-02.